# Phaeodepas
Phaeodepas là một chi nấm trong họ Marasmiaceae. Chi này chứa 2 loài được tìm thấy ở Venezuela.